# Nikolai Kun
Nikolai Albertovici Kun (în rusă Никола́й Альбе́ртович Кун; n. 1877 – d. 28 octombrie 1940) a fost un istoric, profesor universitar și scriitor rus. Specialist în cultura elenă, Kun a predat istoria la Universitatea de Stat din Moscova. Cea mai cunoscută scriere a sa este Legendele și miturile Greciei Antice; ea va servi mai târziu ca punct de plecare autorului român Alexandru Mitru pentru cartea sa, Legendele Olimpului.